# Lamas (Cadaval)
Lamas é uma povoação portuguesa do Município do Cadaval que foi sede da extinta Freguesia de Lamas, freguesia que tinha 37,63 km² de área e 3 072 habitantes (2011), e, por isso, uma densidade populacional de 81,6 hab/km².
A Freguesia de Lamas foi extinta em 2013, no âmbito de uma reforma administrativa nacional, tendo sido agregada à freguesia de Cercal, para formar uma nova freguesia denominada União das Freguesias de Lamas e Cercal da qual é a sede.

## População
| População da freguesia de Lamas | População da freguesia de Lamas | População da freguesia de Lamas | População da freguesia de Lamas | População da freguesia de Lamas | População da freguesia de Lamas | População da freguesia de Lamas | População da freguesia de Lamas | População da freguesia de Lamas | População da freguesia de Lamas | População da freguesia de Lamas | População da freguesia de Lamas | População da freguesia de Lamas | População da freguesia de Lamas | População da freguesia de Lamas |
| ------------------------------- | ------------------------------- | ------------------------------- | ------------------------------- | ------------------------------- | ------------------------------- | ------------------------------- | ------------------------------- | ------------------------------- | ------------------------------- | ------------------------------- | ------------------------------- | ------------------------------- | ------------------------------- | ------------------------------- |
| 1864                            | 1878                            | 1890                            | 1900                            | 1911                            | 1920                            | 1930                            | 1940                            | 1950                            | 1960                            | 1970                            | 1981                            | 1991                            | 2001                            | 2011                            |
| 1 909                           | 2 385                           | 2 770                           | 2 752                           | 2 911                           | 2 764                           | 3 227                           | 3 350                           | 3 688                           | 3 781                           | 3 195                           | 3 100                           | 3 116                           | 3 156                           | 3 072                           |

## Povoações[4]
Povoações da antiga Freguesia de Lamas e que atualmente pertencem à Freguesia de Lamas e Cercal:
- Boiça da Serra
- Casal Cabreiro
- Casais da Olaria
- Casais de Montejunto
- Casal Vale Verde
- Casal Vimeiro
- Charco
- Correeira
- Chão do Sapo
- Casalinho
- Casal Velho
- Dom Durão
- Lamas
- Montejunto
- Murteira
- Póvoa
- Pragança
- Rameleira
- Rocha Forte
- Ventosa
- Val-Bom

## Património
- Castro de Rocha Forte
- Real Fábrica de Gelo da Serra de Montejunto